# Al-Khadr
Al-Khader (en árabe: الخضر) es un pueblo palestino de la Gobernación de Belén, en el centro-sur de Cisjordania. Se encuentra a 5 kilómetros (3,1 millas) al oeste de Belén. Según la Oficina Central de Estadísticas de Palestina, la ciudad tenía una población de 13.736 habitantes en 2024.

## Historia

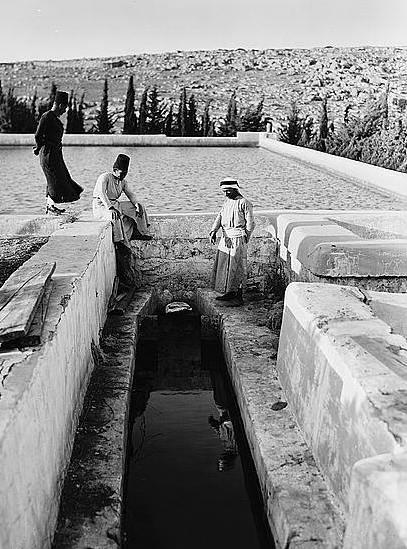
Piscinas de Salomón (aprox.1934-1939)

La ubicación en la que se encuentra al-Khader fue habitada por los cananeos. En 1953, cinco puntas de flecha de jabalinas que datan del siglo XI antes de Cristo fueron descubiertas en al-Khader con inscripciones cananeas. Las traducciones desvelaron el mensaje "dardo de 'Abd Labi't ".
Al- Khader es la denominación árabe para San Jorge. Según la tradición local, San Jorge fue encarcelado en la ciudad de al-Khader, donde el actual Monasterio de San Jorge se encuentra. Las cadenas que lo sujetaban se convirtieron en reliquias de las que se decía que tenían un poder curativo. Esta tradición en torno a la prisión de San Jorge está datada como máximo a principios del siglo XV. En 1442, el monasterio de San Jorge ya aparecía mencionado por el viajero occidental John Poloner, que decía de él que se hallaba situado en una colina cerca de Belén.

### Época Otomana
Durante el dominio otomano (1516-1917), al-Khader formó parte de la nahiya ("sub-distrito") de Bani Hasan. En 1838, sus habitantes fueron clasificados como musulmanes por los académicos ingleses Edward Robinson y Eli Smith. En 1863, el explorador francés Victor Guérin anotó que la aldea se encontraba "reducida a doscientos habitantes, casi todos ellos musulmanes". También dejó constancia de los restos de edificios, con piedras bastante grandes, que estimó que databan de una época anterior a la conquista árabe.
A finales del siglo XIX, la Fundación para la Exploración de Palestina describió al-Khader en su Estudio sobre Palestina Occidental como un pueblo de tamaño medio con una "iglesia griega y un convento". Estaba rodeado de viñedos y olivares y "tumbas excavadas en la roca" hacia el norte del pueblo.

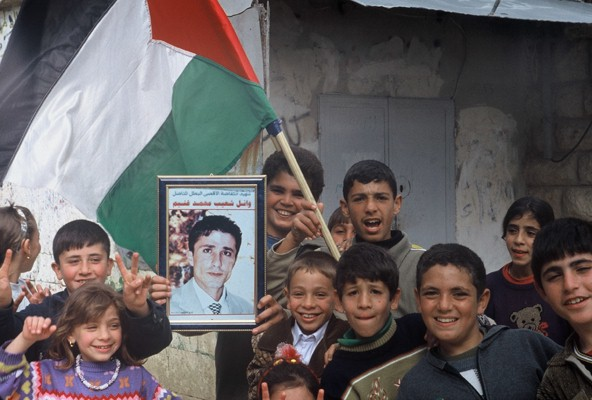
Funeral de un hombre abatido por el ejército israelí en al-Khader (2001)

### Ocupación Israelí
En junio de 1967, tras la Guerra de los Seis Días, Israel capturó y ocupó tanto al-Khader como el resto de la Cisjordania. En 1975 se construyó en el territorio municipal de al-Khader el asentamiento israelí de Elazar, para lo cual se confiscaron terrenos que eran propiedad privada de familias palestinas. Según la ONG israelí Peace Now, hasta un 32% de la superficie de dicho asentamiento se halla construida sobre propiedad privada palestina.
Desde la construcción de la barrera israelí de Cisjordania en torno a al-Khader, varios miles de dunams de tierras de cultivo han sido separados del pueblo y sus habitantes no pueden acceder a ellas sin permiso. En 2006, 50 habitantes de al-Khader protestaron contra la barrera llenando bolsas con uvas y vendiéndolas a lo largo de la Ruta 60. Soldados y policías israelíes intentaron dispersar a los manifestantes, con resultado de múltiples lesiones y dos residentes detenidos. El 1 de enero de 2008, un grupo de colonos israelíes robaron 20 panales de abeja de una granja palestina en al-Khader y les prendieron fuego dentro de la Mezquita de al-Hamaddiya, la más importante del pueblo con una antigüedad estimada de unos siete siglos.
En junio de 2014, el ejército israelí arrasó tierras privadas de palestinos del pueblo para crear una carretera que uniera el asentamiento de Efrat con otros asentamientos vecinos. En abril de 2015, los habitantes de al-Khader detuvieron los trabajos de un grupo de colonos que intentaban construir una carretera de acceso a un asentamiento de los considerados ilegales por Israel. De haberse completado la carretera, otros 400 dunams de terrenos del pueblo habrían quedado aislados. En el verano de 2016, los cortes en el suministro de agua por parte de la compañía israelí Mekorot llevaron a una serie de disturbios en la zona de Belén, entre ellos el corte de una carretera en al-Khader.

## Geografía
La parte más antigua de al-Khader está situada en una colina con forma de silla de montar, frente a una empinada cresta hacia el sur y áreas abiertas al norte, en las montañas centrales de Cisjordania. Entre las localidades cercanas se encuentran el campamento de refugiados de Dheisheh, adyacente por el este; el pueblo de Artas, un poco más al este; Beit Jala, hacia el noreste; al-Walaja y el asentamiento israelí de Har Gilo, al norte; Battir y Husan, al noroeste; Nahalin y el asentamiento israelí de Beitar Illit, al oeste; el asentamiento de Neve Daniel hacia el sureste; y el asentamiento de Elazar, al sur. 
En el estudio de tierra y la población de Sami Hadawi en 1945, la ciudad tenía 1.130 habitantes y una superficie total de 20.100 dunams. La Iglesia Cristiana Ortodoxa posee varios cientos de dunams cubiertos de viñedos, olivares y campos de cultivo. Las tierras ya fueron confiadas a ellos en la época Rashidun, durante el califato de Umar, quien dirigió la conquista de Palestina en la década de 630. La mayor parte de estas tierras han sido arrendadas a campesinos musulmanes.

## Demografía
A finales del siglo XIX, al-Khader tenía una población mixta de musulmanes y cristianos ortodoxos griegos, según la Encuesta de Palestina Occidental. En el censo del Mandato Británico en 1922 al-Khader tenía 697 habitantes (694 musulmanes y 3 cristianos), mientras que en el censo de 1931 su población había ascendido hasta los 914 habitantes, manteniéndose tres de ellos cristianos. En el estudio de tierra y población de Sami Hadawi en 1945, la ciudad tenía 1.130 habitantes y era una parte del distrito de Jerusalén. En el censo llevado a cabo por las autoridades israelíes en 1967, poco después de la conquista y ocupación de Cisjordania, la población de al-Khader era de 2.051 habitantes.
En 1997, la Oficina Central de Estadísticas de Palestina (PCBS) registró una población de 6.802 habitantes en al-Khader, de los cuales 3.606 eran hombres y 3.196 mujeres. A diferencia de muchas ciudades palestinas de la zona, los refugiados y sus descendientes no suponen una parte sustancial de la población de al-Khader, ya que solo el 5,2% de los habitantes de la ciudad se registraron como refugiados. En el censo del PCBS de 2007, al-Khader tenía una población de 9.774 habitantes. Hoy en día, la población es totalmente musulmana, con la excepción de un monje cristiano que reside en el monasterio de San Jorge.

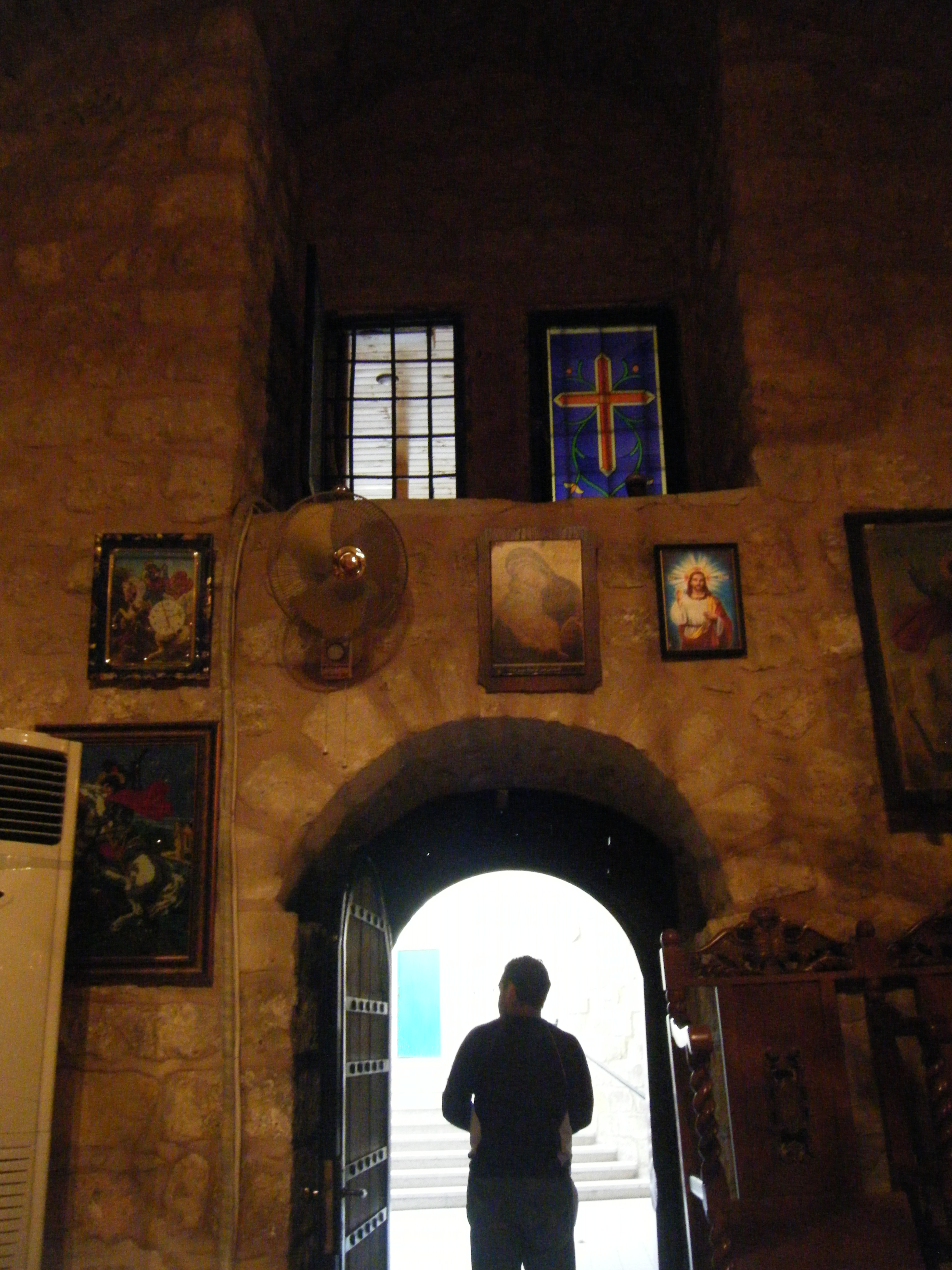
Iglesia de San Jorge

## Edificios religiosos
El monasterio cristiano ortodoxo de San Jorge y las Piscinas de Salomón se encuentran en al-Khader y son los principales lugares de interés turístico. Los cristianos palestinos de Belén, Beit Sahour y Beit Jala y los musulmanes de al-Khader acuden al monasterio para celebrar el Día de San Jorge a principios de mayo. Las Piscinas de Salomón, que toman su nombre de Solimán el Magnífico, décimo sultán del Imperio Otomano, fueron construidas por los romanos en tiempos de Herodes el Grande para proporcionar agua al acueducto construido para abastecer a Belén y Jerusalén, donde termina bajo la Mezquita de Al-Aqsa. La mezquita más antigua e importante de Al-Khader es la mezquita de al-Hamadiyya. La mezquita tiene unos 700 años de antigüedad y fue restaurada por el Ministerio Palestino de Turismo y Antigüedades tras haber sido incendiada por colonos israelíes en 2007.

## Festivales culturales
Al- Khader es también muy conocido en la zona por sus melocotones, uvas y manzanas. Cada mes de septiembre celebra su Festival de la Uva, organizado por el ayuntamiento de al-Khader para promover el principal producto agrícola de la ciudad, las uvas. Entre las exposiciones que se realizan en el festival destacan una de bordado y tejido, una exposición del patrimonio local de molinos, trituradoras y herramientas de cosecha, y una exposición de productos elaborados a partir de la uva como el dib (melaza hecha de uva). 

## Deportes

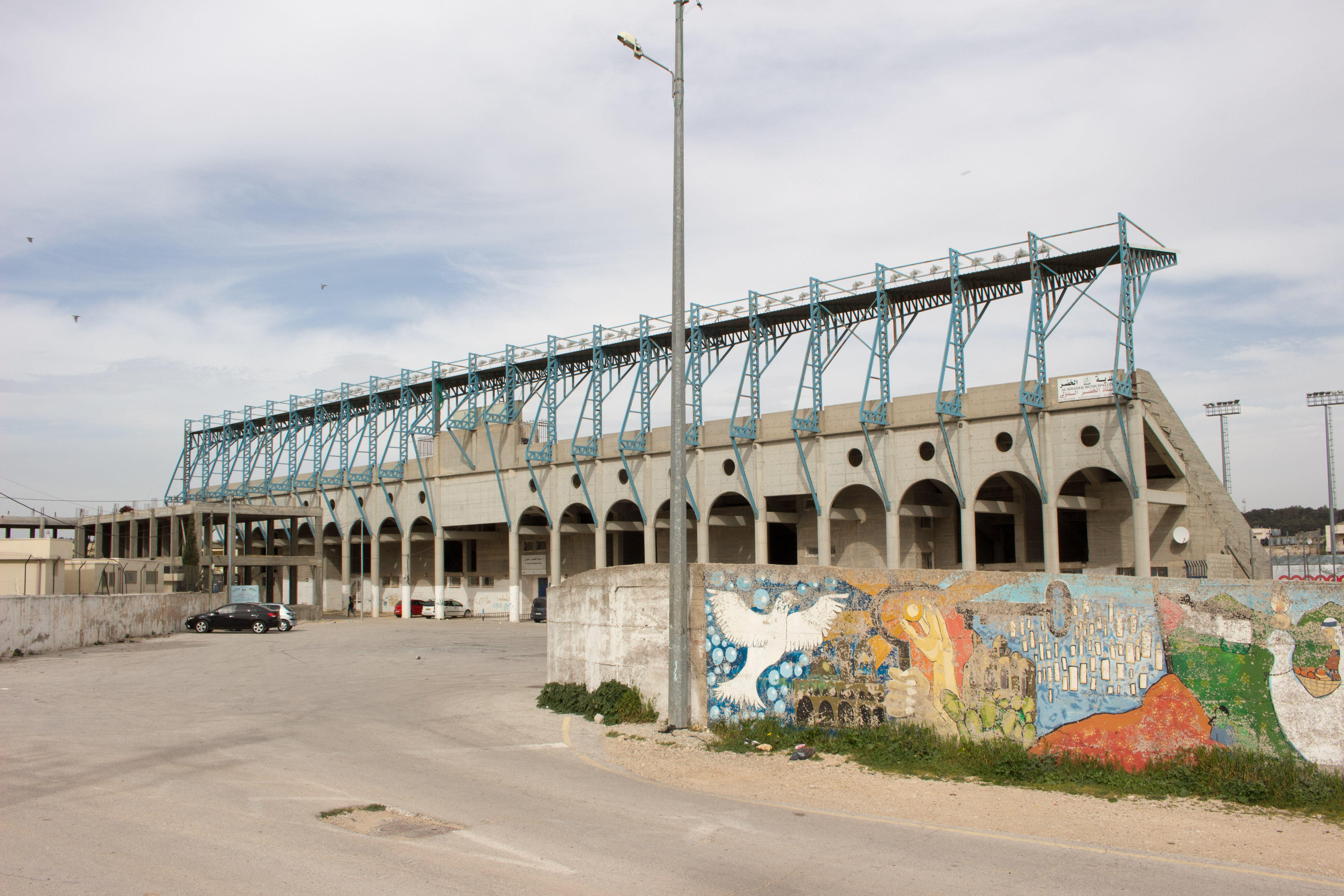
Exteriores del estadio de al-Khader

El estado de fútbol de al-Khader es un estadio internacional con una capacidad de 6.000 espectadores. Fue inaugurado el 6 de agosto de 2007 con un partido entre el equipo local, el Shabab al-Khader, y el Maccabi Ahi Nazareth, un equipo árabe-israelí ubicado en la ciudad de Nazareth. El estadio se construyó gracias a unos dos millones de dólares de los fondos aportados por el Instituto Portugués de Cooperación para el Desarrollo. Además de ser el estadio del club local, en él se celebran el Festival de Arte y Cultura de al-Khader y el Festival de la Uva. 
En la temporada 2016-2017, el Shabab al-Khader, milita en la primera división de la liga cisjordana, una de las dos ligas de fútbol de Palestina. Es uno de los equipos que mejores resultados han obtenido en las últimas temporadas, quedando segundo en la 2015-2016, sexto en la 2014-2015 y cuarto en la 2013-2014.

## Gobierno
El equipo de gobierno local de al-Khader está formado por trece miembros, entre ellos el alcalde. En las elecciones municipales de 2005, la lista Reforma, afiliada a Hamás, ganó la mayoría de escaños (cinco), mientras que la lista Falasteen al-Ghad, afiliada a Fatah, ganó cuatro asientos. Dos listas independientes - Al-Aqsa y Abnaa al-Balad - ganaron dos escaños cada una. A fecha de abril de 2007, el alcalde de la localidad era Anan Sbeih, mientras que a julio de 2016, el alcalde era Ishaq Sbeih.